# Bucindolol
Bucindolol – organiczny związek chemiczny, lek nieselektywny antagonista receptorów β1, β2-adenergicznych z niewielką zdolnością blokowania receptorów α1. Posiada wewnętrzną aktywność sympatykomimetyczną w stosunku do receptorów β2 i β3, dzięki czemu wykazuje niewielkie działanie naczynio-rozszerzające oraz nie zmienia frakcji trójglicerydów osocza i w przeciwieństwie do innych leków tej klasy podwyższa stężenie osoczowe frakcji cholesterolu HDL.
Wykazuje:
- Chronotropizm ujemny
- Dromotropizm ujemny
- Inotropizm ujemny
- Tonotropizm ujemny
- Batmotropizm ujemny

Mimo to dzięki efektowi rozszerzenia naczyń zmniejsza się opór obwodowy oraz obciążenie wstępne, zwiększa to pojemność wyrzutową i minutową serca, zmniejszeniu ulega też frakcja końcowo-rozkurczowa. Zmniejsza zużycie tlenu przez mięsień sercowy, zmniejsza oraz hamuje uwalnianie neoadrenaliny.

## Wskazania
- przewlekła, objawowa niewydolność serca
- nadciśnienie tętnicze
- prewencja wtórna zawałów serca
- stabilna dławica piersiowa
- choroba niedokrwienna serca

## Przeciwwskazania
- nadwrażliwość na lek
- niewyrównana niewydolność serca
- ciężka bradykardia
- blok przedsionkowo-komorowy II i IIIº
- dławica Prinzmetala
- ciężka hipotonia
- przewlekła obturacyjna choroba płuc
- astma oskrzelowa
- Niewydolność wątroby

## Działania niepożądane
- zawroty głowy
- omdlenia
- wymioty
- Hipotensja → niwelować Indometacyną lub innymi NLPZ
- zwolnienie pracy serca
- ból w klatce piersiowej
- hiperglikemia (u pacjentów z cukrzycą)
- objawy astmy oskrzelowej
- Nasilenie objawów miażdzycy do objawu Raynauda włącznie.
- zaostrzenie stabilnej dławicy piersiowej przy nagłym odstawieniu
- zaburzenia widzenia
- suchość śluzówek jamy ustnej i jamy nosowej
- suchość spojówek
- zmiany dermatologiczne